# Praha-Královské Vinohrady (nádraží)
Železniční zastávka Královské Vinohrady (Königliche Weinberge), od roku 1941 Praha-Královské Vinohrady, byla v provozu v letech 1888–1944, v letech 1923–1933 byla stanicí. Nachází se na Královských Vinohradech, nedaleko hranice s Nuslemi, v ulici Bělehradská 407/22 u jižního ústí vinohradského tunelu a dolního konce Nuselských schodů

## Původní zastávka
Provoz na dráze císaře Františka Josefa do Českých Budějovic byl zahájen roku 1871 a provoz na Pražské spojovací dráze, která spojovala nádraží Františka Josefa (dnešní hlavní nádraží) a Západní nádraží (dnes Praha-Smíchov) 15. srpna 1872. Obě dráhy vybudovala soukromá společnost KFJB, která byla roku 1884 jako jedna z prvních zestátněna.
Na budějovické dráze zpočátku první zastávkou po Praze byla až Hostivař. 1. března 1882 na ní bylo zřízeno nádraží Nusle, od roku 1921 Praha - Nusle, později přejmenované na Nusle-Vršovice (Nusl-Verschowitz) a po roce 1948 na Praha-Vršovice.
Zastávka Královské Vinohrady (Königliche Weinberge), společná pro obě tratě, byla uvedena do provozu 1. října 1888 v den zahájení osobní dopravy na Pražské spojovací dráze. Dráhy se větvily hned za zastávkou, přičemž berounská trať zpočátku překonávala tehdejší Havlíčkovu ulici (dnešní Bělehradská) úrovňovým přejezdem. Původní malá staniční budova se nacházela mezi rozbíhajícími se jednokolejnými tratěmi. Nástupiště byla krytá a vedl k nim nadchod. Roku 1901 byla trať do Smíchova zdvojkolejněna, ale protože dále do Prahy pokračoval stále jen jeden dvojkolejný tunel, byla zaústěna do budějovické dráhy.
30. září 1904 byla k nádraží Vinohrady prodloužena tramvajová trať od Václavského náměstí, která do té doby končila nad Nuselskými schody.

## Přestavba

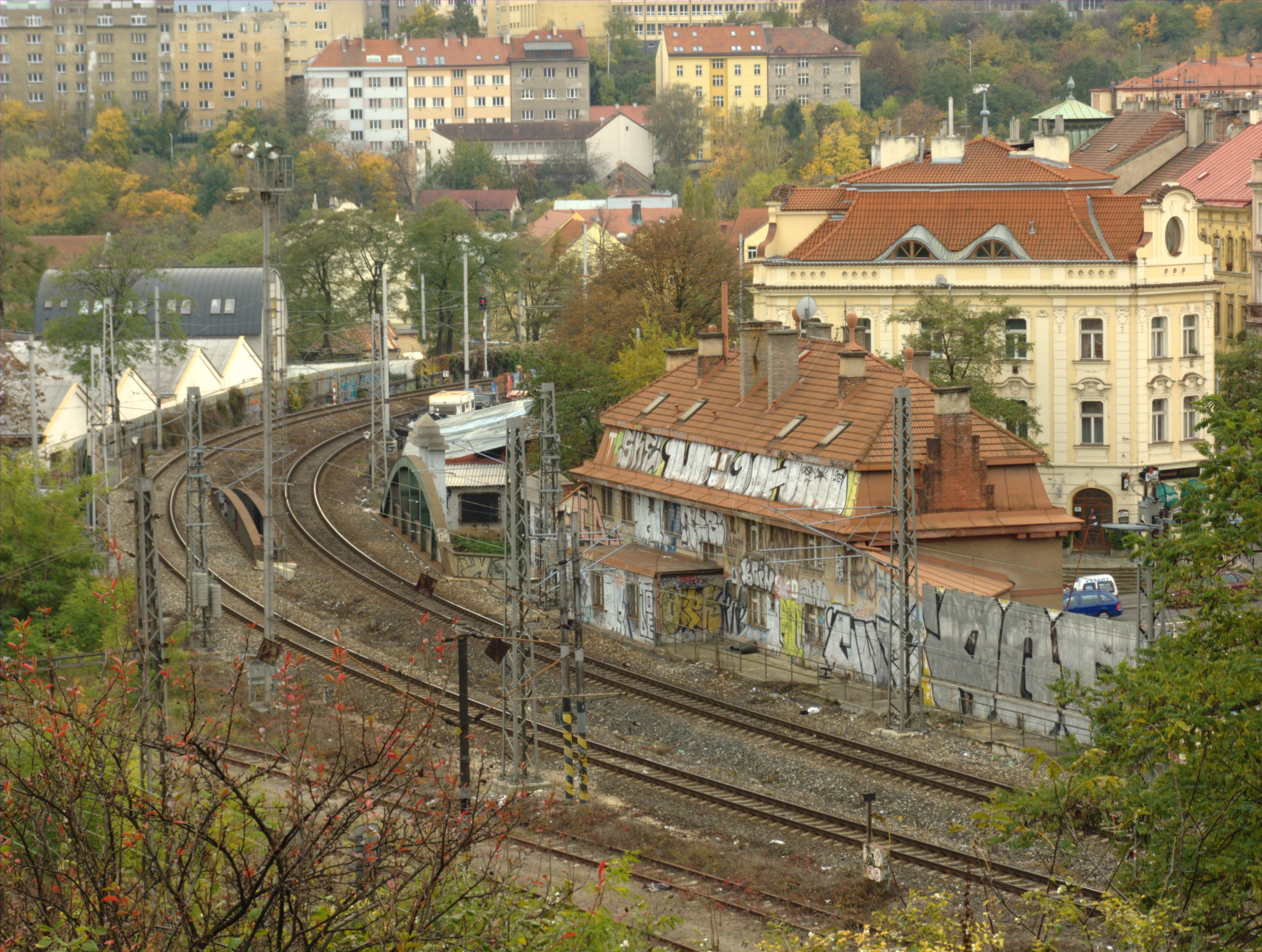
Budova bývalé zastávky a stanice, foto z roku 2010 (pohled na JZ). V pozadí činž. domy v Nuslích.

V letech 1912–13 prošla zastávka zásadní rekonstrukcí. Ulice byla zahloubena a přemostěna, což umožnilo od 21. listopadu 1914 prodloužit tramvajovou trať dále do Nuslí. Byla postavena nová secesní staniční budova s číslem popisným 407. Koleje byly přeloženy a vznikla dvě krytá nástupiště ze zvýšenou nástupní hranou a nový nadchod. Přestavbu stanice navrhl architekt Jan Heindl, uspořádání kolejí a podjezdu inženýr V. Němeček.
Roku 1923 byla zastávka rozšířena o kusou kolej z nádraží Nusle-Vršovice. Stala se výchozí a koncovou zastávkou některých vlaků na benešovské i modřanské trati a byla povýšena ze zastávky na samostatnou stanici. Od roku 1927 zde fungovala i nádražní restaurace. Roku 1932 byl však staniční úřad zase zrušen a roku 1933 byla zrušena i výpravna a stanice se opět stala jen zastávkou. V květnu 1942 bylo před dosavadní název zastávky přidáno slovo „Praha“/„Prag“ (k Praze však byly Královské Vinohrady, spolu s král. městem Nusle, připojeny již roku 1922).

## Zrušení

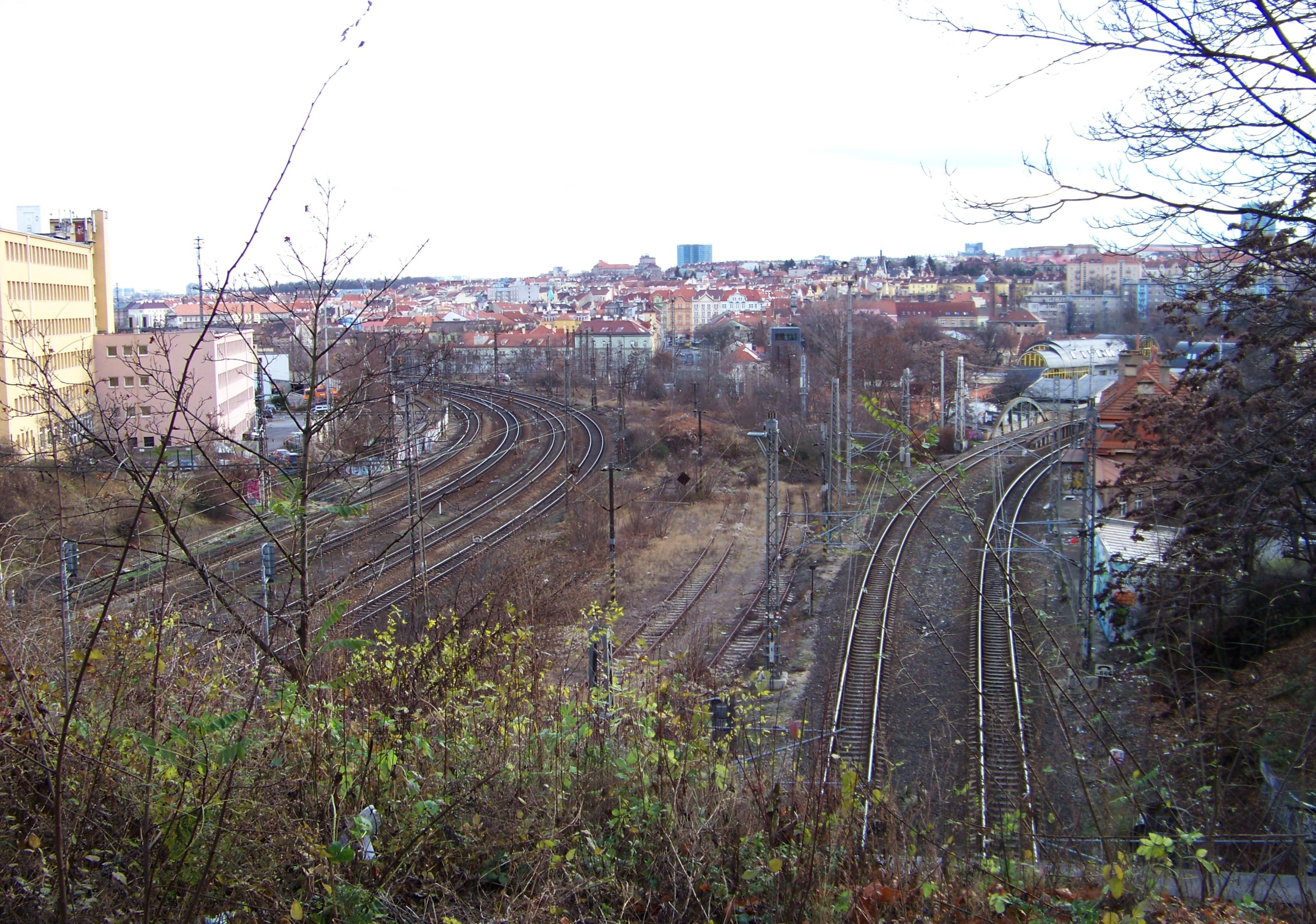
Dnešní pohled na kolejiště v někdejší zastávce — v pozadí jsou Nusle

V souvislosti se stavbou druhého a třetího vinohradského tunelu byla stanice v roce 1944 při otevření druhého tunelu zrušena. Vlaky zde přestaly zastavovat 1. června, 3. července 1944 pak byla stanice zrušena. Podle Novin Prahy 2 sloužila zastávka jednosměrně pro vlaky směrem z Prahy do Berouna až do 60. let.
Staniční budova dnes slouží jako sídlo Technické ústředny Českých drah. Dochovaly se i relikty dlažby prvního nástupiště.
Kvůli stísněným poměrům se v plánech na rozvoj železniční sítě v Praze neobjevují návrhy, které by počítaly s obnovením zastávky na stávajících tratích. Nádraží Vinohrady na příměstské železnici z Berouna však bylo tématem jedné bakalářské práce pod vedením Patrika Kotase na Fakultě architektury ČVUT v Praze.